# Сан-Томе (пик)
Сан-Томе (порт. Pico de São Tomé) — самая высокая гора острова Сан-Томе и государства Сан-Томе и Принсипи. Высота её составляет 2024 м. Гора расположена к западу от центра острова и представляет собой потухший вулкан, поросший лесом. На вершину возможно пешее восхождение.